# گراند جانکشن (کلرادو)
گراند جانکشن (به انگلیسی: Grand Junction) شهری در ایالت کلرادو کشور ایالات متحده آمریکا است که جمعیت آن در سرشماری سال ۲۰۱۰ میلادی، ۵۸٬۵۶۶ نفر بوده‌است.